# Bencovazzo
Bencovazzo, già Bencovaz (in croato Benkovac), è una città della Croazia nella regione zaratina.

## Geografia fisica
La città di Bencovazzo si trova a 20 km da Zaravecchia e a 30 km da Zara. L'autostrada Zagabria-Spalato e la ferrovia Tenin-Zara passano attraverso la città.
Essa confina con le municipalità di Novegradi, Possedaria, Obrovazzo, Lissane, Chistagne e Stancovazzo.
A pochi chilometri dal centro urbano si trovano le rovine della città romana di Asseria.

## Storia
Le prime tracce della presenza umana furono trovate intorno al villaggio di Smilčić, ed appartenevano alla "Cultura Danilo" (propria della Dalmazia del Neolitico). Prima della conquista da parte di Roma, l'area era abitata dalla tribù illirica dei Liburni. Durante la Guerra Civile Romana i Liburni parteggiarono per Gaio Giulio Cesare. Le cronache romane menzionano i seguenti insediamenti dei Liburni: Nedinum (Nadin), Carinium (Karin), Varvaria (Bribir) e Asseria (Podgrađe).
Nel VII secolo nell'area si insediarono i Croati. La zona di Bencovazzo era il crocevia per quattro province croate: Novljanska, Sidraška, Bribirska e Karinska. Presso il villaggio di Šopot è presente un'iscrizione del IX secolo, che menziona Branimir in qualità di duca croato.
Nel 1409 re Ladislao I di Napoli cedette i propri diritti sulla Dalmazia a Venezia e il territorio di Bencovazzo divenne una zona di confine. Furono costruite nuove fortezze: Korlát, Kličevica, Polača, e dietro esse Benković e Perušić. La fortezza di Benković prese il nome dalla famiglia di nobili che la costruì, e la città di Bencovazzo fu fondata.
Nel 1527 Bencovazzo divenne parte del Impero ottomano, e fu abitata da croati, Serbi ortodossi e Valacchi. Nel 1683 la città tornò sotto la Repubblica di Venezia. L'area fu bombardata dagli Alleati durante la seconda guerra mondiale.
Durante la Guerra in Croazia, Bencovazzo fu centro di agitazioni e ostilità tra croati e serbi. Il 17 marzo 1990 le tensioni si sfogarono nella decisione di gruppi locali di serbi di ribellarsi contro la decisione del governo croato di disarmare la polizia locale, nella quale i serbi erano la maggioranza degli occupati. Al contempo, il governo continuò ad armare le forze paramilitari e di polizia nei villaggi a maggioranza croata. Le tensioni continuarono a crescere, e cinque mesi più tardi Bencovazzo fu annessa alla Repubblica Serba di Krajina. Cinque anni dopo, il 5 agosto 1995, la città venne riconquistata dall'esercito croato durante la cosiddetta Operazione Oluja.

## Società

### Evoluzione demografica
Secondo il censimento del 2021, il comune conta 9 728 abitanti, dei quali il 90,4% croati e il 7,5% serbi. Prima dell'ultima guerra i serbi componevano circa il 53% della popolazione, e i croati il 47%. Durante la guerra praticamente tutti i serbi furono costretti ad abbandonarono la città, e negli anni successivi molti profughi bosniaci di origine croata si rifugiarono qui.
La popolazione del centro di Bencovazzo ammonta a 2 520 abitanti (censimento 2021); i rimanenti sono distribuiti in 38 frazioni circostanti.

## Economia
L'economia della regione è basata sull'agricoltura, specialmente sulla viticultura, e sullo sfruttamento della rinomata pietra da costruzione. Bencovazzo ospita anche una fiera annuale di bestiame e di vini.

## Località
Il comune comprende, con il capoluogo, 40 insediamenti, di seguito elencati. Tra parentesi il nome in lingua italiana, spesso desueto.
- Bencovac (Bencovazzo o Bencovaz[4]), sede comunale
- Benkovačko Selo (Villa di Bencovazzo)
- Bjelina (Bieline[6] o Bielina)
- Brgud (Bergudi[6] o Bergud[4])
- Bruška (Brusca[4])
- Buković (Buccovich[4])
- Bulić (Bulich[4])
- Dobra Voda (Acquabona)
- Donje Biljane (Bigliane Inferiore[7][8])
- Donje Ceranje (Ceragne Inferiore)
- Donji Karin (Carino Inferiore)
- Donji Kašić (Cascich Inferiore)
- Donji Lepuri (Lepuri Inferiore)
- Gornje Biljane (Bigliane Superiore[4])
- Gornje Ceranje (Ceragne Superiore)
- Islam Grčki (Islam Greco[9])
- Kolarina (Collarina[6])
- Korlat (Corlat[4])
- Kožlovac (Coslovaz[4])
- Kula Atlagić (Torre Atlaga[6] o Torre Atlagich)
- Lišane Tinjske (Lissana di Tigno[6])
- Lisičić (Lissicich[4])
- Medviđa (Meduiggi[6] o Medvigge[4])
- Miranje (Miragne[6])
- Nadin
- Perušić Benkovački (Perussich di Bencovazzo[4])
- Podgrađe (Asseria)
- Podlug (Piediluco[6] o Podlugh[4])
- Popovići (Popovici)
- Pristeg (Pristegh[10])
- Prović (Provich[4])
- Radošinovci (Radoscinuzzi)
- Raštević (Rastevich[4])
- Rodaljice (Rodalizza[6] o Rodaglizze[4])
- Smilčić (Smilcich[4] o Timeto di Zara)
- Šopot (Sopot[4])
- Tinj (Tign[11] o Tigno[6])
- Vukšić (Vussici[6] o Vuscich)
- Zagrad (Zagrado)
- Zapužane (Zapusiane)